# Di-hidro-orotase
Di-hidro-orotase (EC 3.5.2.3, carbamoilaspártico deidrase, di-hidro-orotato hidrolase) é uma enzima que converte ácido carbamoilaspártico em ácido 4,5-di-hidro-orotico na biossíntese de pirimidinas. Forma uma enzima multifuncional com carbamoil fosfato sintetase e aspartato transcarboimalase. Di-hidro-orotase é uma metaloenzima de zinco.